# Juicio de los Veintiuno
El Juicio de los Veintiuno, también conocido como el Tercer Juicio de Moscú, aunque oficialmente denominado “Proceso del Bloque Trotskista-Derechista” (делo право-троцкистского блока), fue el último juicio de prominentes bolcheviques. Se llevó a cabo en Moscú en el Colegio Militar de la Corte Suprema de la Unión Soviética entre el 2 y 13 de marzo de 1938 y es el punto culminante de la Gran Purga.

## Acusados

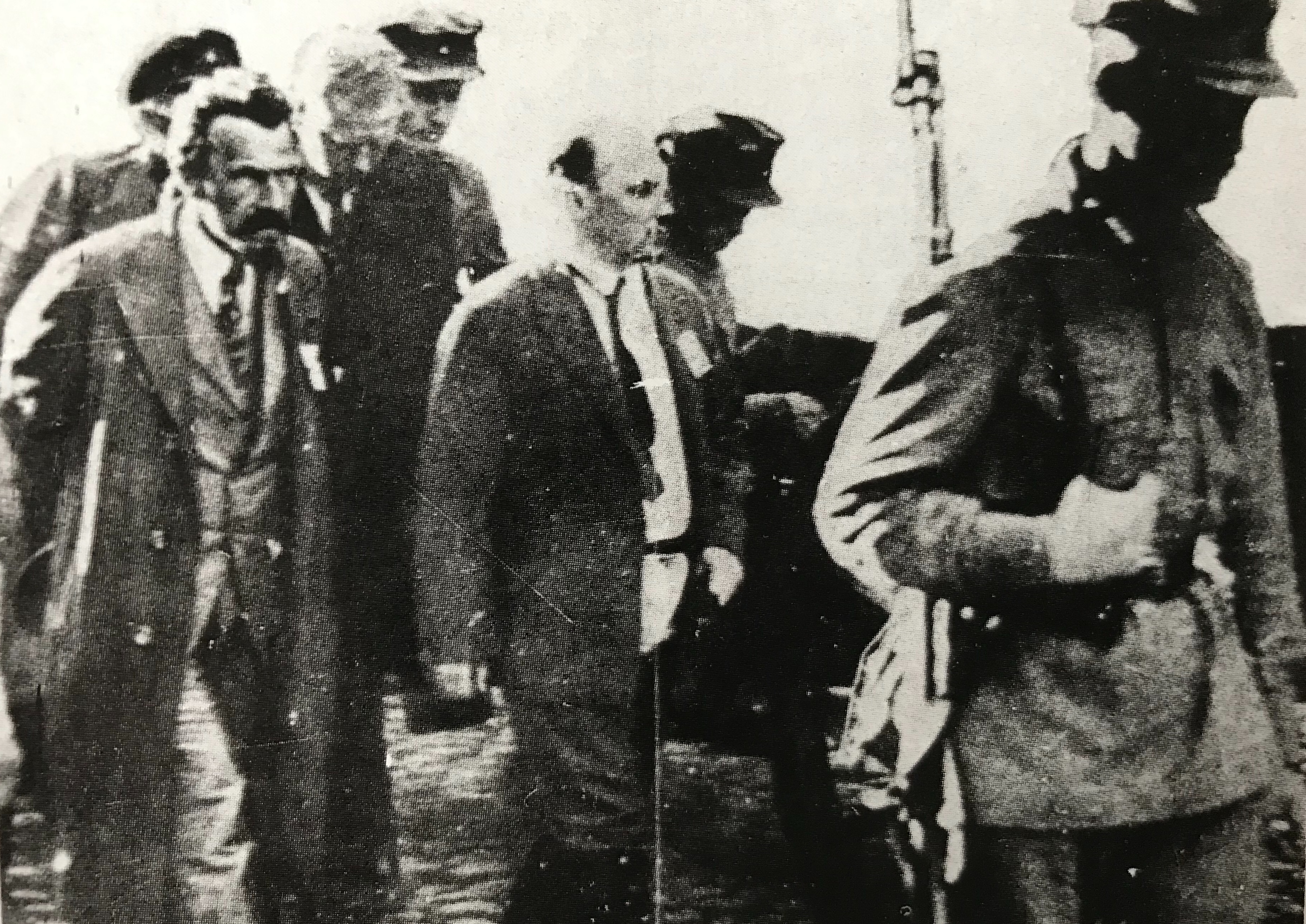
Alekséi Rýkov y Nikolái Bujarin son conducidos al juicio. 1938

El tribunal estaba presidido por Vasili Úlrij, y actuó como fiscal Andréi Vyshinski. Los acusados principales fueron prominentes líderes del partido de la década de 1920 con el cargo de “desviación derechista”, que en un momento u otro se habían opuesto a los deseos de Stalin: Alekséi Rýkov, Nikolái Bujarin, así como los antiguos trotskistas Nikolái Krestinski y Christian Rakovski.
Otro de los acusados principales fue el exjefe del Ministerio de Interior Génrij Yagoda. Entre otros cargos, se le imputó el asesinato de Maksim Gorki y su hijo, junto con el secretario de M. Gorki Piotr Kriuchkov (miembro del OGPU), los médicos Lev Levin, Ignati Kazakov y Dmitri Pletniov.
Junto a todos los anteriores, también fueron procesados Arkadi Rozengoltz, Vladímir Ivánov, Mijaíl Chernov, Grigori Grinkó, Isaac Zelenski, Akmal Ikrámov, Faizulá Jodzháiev, Vasili Sharangóvich, Prokopi Zúbarev, Pável Bulánov, Veniamín Maksímov-Dikovski, y Serguéi Bessónov, haciendo un total de veintiún acusados. Cinco de ellos habían sido comisarios del pueblo o administradores destacados, otros tres habían tenido importantes cargos en el partido o en el Estado. El resto, además de Bujarin, Rýkov, Yagoda, Krestinski y Rakovski, no tenían relevancia política.

## Cargos
Todos los acusados fueron acusados de alta traición, espionaje, desviacionismo, terror, sabotaje, minar el poder militar de la URSS, provocar un ataque militar de estados extranjeros contra la URSS, etc. Todos los cargos estaban incluidos en el Artículo 58 del Código Penal, en sus apartados 12. 2, 7, 8, 9 y 11.
Los cargos incluían los siguientes puntos:
- Formar parte de un grupo para la conspiración denominado “Bloque Trotskista-Derechista”,[3] lo que describe por sí mismo sus objetivos, entre los que estarían la restauración del capitalismo y la disolución de la URSS como unión de repúblicas y provincias litorales.
- Elaborar acuerdos secretos con Alemania y Japón,[3] prometiendo entregar Bielorrusia, Ucrania, Asia Central y el Lejano Oriente a las potencias extranjeras.
- Conexiones con el espionaje extranjero, en particular, con los fascistas alemanes (directamente o mediante León Trotski), la preparación de una agresión armada contra la URSS, obtención de ayuda de gobiernos extranjeros y de la emigración antisoviética y trotskista. Trabajar para los servicios de espionaje de Gran Bretaña, Francia, Japón y Alemania.
- Tener como objetivo dirigir el sabotaje en la industria y la agricultura, por medio del sabotaje de minas, descarrilamiento de trenes, muerte de ganado, etc.
- Organizar levantamientos de kuláks en la retaguardia del Ejército Rojo en caso de una futura guerra.
- El asesinato de funcionarios del Estado soviético: Serguéi Kírov, el jefe de la OGPU, Viacheslav Menzhinski, Valerián Kúibyshev.[3]
- El asesinato del escritor Maksim Gorki[3] y su hijo, Maksim Peshkov.
- Planear el asesinado de Yákov Sverdlov, Viacheslav Mólotov, Lázar Kaganóvich y Kliment Voroshílov.
- Atentar contra la vida de Lenin en 1918,[4] y preparar un atentado contra Stalin[3] y Nikolái Yezhov.

## Proceso
Solo se permitió tener abogados defensores a los tres médicos: Levin fue defendido por el colegiado de Moscú I.D. Braude (И. Д. Брауде), Pletniov y Kazakov por el colegiado de Moscú N.V.Kommodov (Н. В. Коммодов). Los restantes acusados, tanto en la instrucción como en la vista judicial, renunciaron a su defensa, afirmando que sería llevada a cabo por ellos mismos.
En la vista judicial se escucharon los testimonios sobre la participación de Bujarin en 1918 en el grupo “Comunistas de Izquierda”, y la afirmación de expertos que deducen de los hechos que aceleraron la muerte de Viacheslav Menzhinski, (hechos confirmados posteriormente por los testimonios de los propios médicos acuados). Los testimonios y hechos de los anteriores procesos fueron considerados pruebas de cargo para la acusación.
Si bien Nikolái Krestinski rebatió al principio las acusaciones de formuladas por el fiscal Andréi Vyshinski, contradiciendo las propias declaraciones en la fase de instrucción, al día siguiente reconoció su equivocación y reafirmó las declaraciones iniciales de la primera fase como verdaderas. Como consecuencia, los restantes acusados se reafirmaron a lo declarado en la fase de instrucción, arrepintiéndose de sus propios crímenes ante el pueblo, incluso agregando otros nuevos.
En el caso de los médicos, afirmaron que cometieron los crímenes debido a las amenazas directas sobre ellos y sus familias por parte de Génrij Yagoda, incluso afirmando que amaba a la mujer del hijo de Maksim Gorki, Maksim Peshkov. Para ver esta situación, a petición de Yagoda, si vio a puerta cerrada, afirmando:

Presidente: Siéntese por favor, si lo desea. Continúa la sesión. Acusado Yagoda, ¿desea hablar sobre las circunstancias del asesinado de Maksim Peshkov?

Yagoda: Confirmo mi declaración y las de Levin en este tema. En vista de los hechos presentados, especialmente como cuestión personal, solicitaré a la corte marcial que me ahorre de explicar los detalles del tema.

Presidente: Usted, acusado Yagoda, solicitó tratar el tema en sesión a puerta cerrada. Nosotros accedimos. ¿Ud niega haber contribuido a la muerte de Peshkov?

Yagoda: Repito: yo confirmo mis declaraciones dadas en la instrucción preliminar.

Vyshinski: Entonces, ¿Ud confirma su participación en la organización del asesinado de Peshkov?

Yagoda: Sí, lo confirmo.

Vyshinki: ¿Dice Ud los motivos por los que no quiere relatarlos?

Yagoda: En mi opinión no son relevantes.

Vyshinski: ¿Este asesinato fue por un interés personal egoísta o por interés público?

Yagoda: Yo afirmé: en vista a mis relaciones personales.

Vyshinski: Entonces, desde que el asesinato fue organizado debido al egoísta interés personal, ¿por ello no desea hablar de detalles?

Yagoda: Sí.

## Sentencias
La corte marcial consideró que los cargos de los acusados estaban probados, y emitieron sentencia el 13 de marzo de 1938, en la que todos, excepto tres, eran condenados a la pena máxima –el fusilamiento.
La sentencia de Dmitri Pletniov, “toda vez que no asume una participación activa en el asesinato de Valerián Kúibyshev y Máximo Gorki, aunque contribuyó a ese crimen”, es condenado a 25 años de reclusión. A Christian Rakovski y Serguéi Bessónov, “al no asumir una participación directa en la organización terrorista y desviacionista –acciones dolosas—”, son condenados a 20 y 15 años de reclusión respectivamente. Para los tres, sin embargo, solo fue posponer la ejecución: Pletniov, Rakovski y Bessónov fueron fusilados el 11 de septiembre de 1941 en el bosque de Medvédev, en las cercanías de Oriol, junto con otros 154 prisioneros políticos, entre ellos Mariya Spiridónova y Olga Kámeneva, con ocasión de la aproximación de las tropas hitlerianas.
En los documentos internos del VKVS, Nikolái Bujarin, Nikolái Krestinski y Christian Rakovski fueron sentenciados a ser fusilados el 2 de marzo de 1938, el día del inicio del juicio. Si bien puede ser un error, hace reflexionar sobre la posibilidad que la sentencia real pudiese haber sido decidida con anterioridad al propio juicio.
Los demás, excepto Génrij Yagoda, fueron fusilados y enterrados el 15 de marzo en el campo de fusilamiento de Communarka en la óblast de Moscú (hoy día, en las cercanías de la carretera de circunvalación de Moscú, MKAD). Se desconocen la fecha y lugar de fusilamiento y enterramiento de Génrij Yagoda.

## Rehabilitación
Nikolái Krestinski, Akmal Ikrámov, Faizulá Jodzháiev e Isaac Zelenski fueron rehabilitados en 1963, después del XXII Congreso del PCUS.
El resto de los procesados, con excepción de Génrij Yagoda, fueron rehabilitados en 1988.